# Inés Arrimadas
Inés Arrimadas García, née le 3 juillet 1981 à Jerez de la Frontera (Espagne), est une avocate et femme politique espagnole.
Membre de Ciudadanos, elle est élue députée au Parlement de Catalogne lors des élections catalanes de novembre 2012. Chef de file de Ciudadanos, elle devient chef de l'opposition au Parlement de Catalogne face à la coalition des partis indépendantistes. Élue députée nationale en 2019, elle devient présidente de Ciudadanos en 2020.

## Biographie

### Famille et enfance
Inés Arrimadas García est l'un des cinq enfants de Rufino Arrimadas et d'Inés García. Son père, d'origine léonaise, né en 1937 à Salmoral (comme sa mère), près de Salamanque, travaille à Barcelone comme policier scientifique, puis comme avocat. 
Ses parents quittent Barcelone pour Jerez de la Frontera, en Andalousie en 1970. Son père poursuit son activité d'avocat. Il devient conseiller municipal de Jerez de la Frontera entre 1979 et 1983, avec la première liste élue démocratiquement, pour le compte de l'Union du centre démocratique. Sa mère, fille de communiste, exploite un commerce à une quinzaine de kilomètres de Jerez de la Frontera.
Le cousin de son père, Moisés Arrimadas Esteban a été notamment gouverneur civil des provinces de Cuenca et d'Albacete dans les années 1970 (dernières années du régime de Franco).

### Études
Au lycée, elle apprend le catalan. Elle étudie le droit et le management entrepreneurial à l'université Pablo de Olavide de Séville. Elle détient une licence en droit et une en direction d'entreprises. Elle passe également un diplôme de management dans l'école de commerce IPAG Business School, à Nice, dans le cadre d'un programme d'échanges universitaires.

### Parcours professionnel
Elle débute dans l'entreprise MAT, dans le secteur de la pétrochimie. Elle exerce ensuite durant six années comme consultante dans l'entreprise privée D'Aleph, pour des missions auprès du secteur public. Elle s'installe durablement à Barcelone en 2008.
Elle n'a pas exercé le métier d'avocat. Indiquant que la politique n'est pas une profession, elle se présente comme « consultante ».

### Vie privée
Elle est mariée depuis le 30 juillet 2016 avec Xavier Cima, ancien député de la Convergence démocratique de Catalogne (CDC), parti favorable à l'indépendance.

### Carrière politique
Convaincue par le principe d’un « pays formé par des citoyens et non par des territoires », Inés Arrimadas souhaite incarner la voix des Catalans non catalanistes, rôle jadis dévolu aux socialistes ou au Parti populaire.

#### Adhésion à Ciudadanos et premiers mandats
Inés Arrimadas déclare qu'Adolfo Suárez est l'une de ses références en politique, avec Albert Rivera, président de Ciudadanos, parti politique centriste qui se définit comme constitutionnaliste, progressiste et libéral.
Elle adhère à Ciudadanos en 2011 et devient porte-parole du mouvement jeune du parti.
Placée en quatrième position sur la liste du parti dans la circonscription de Barcelone, elle est élue députée au Parlement de Catalogne lors des élections du 25 novembre 2012. Elle devient alors porte-parole adjointe de Ciudadanos au Parlement de Catalogne.

#### Candidate à la présidence de la Généralité

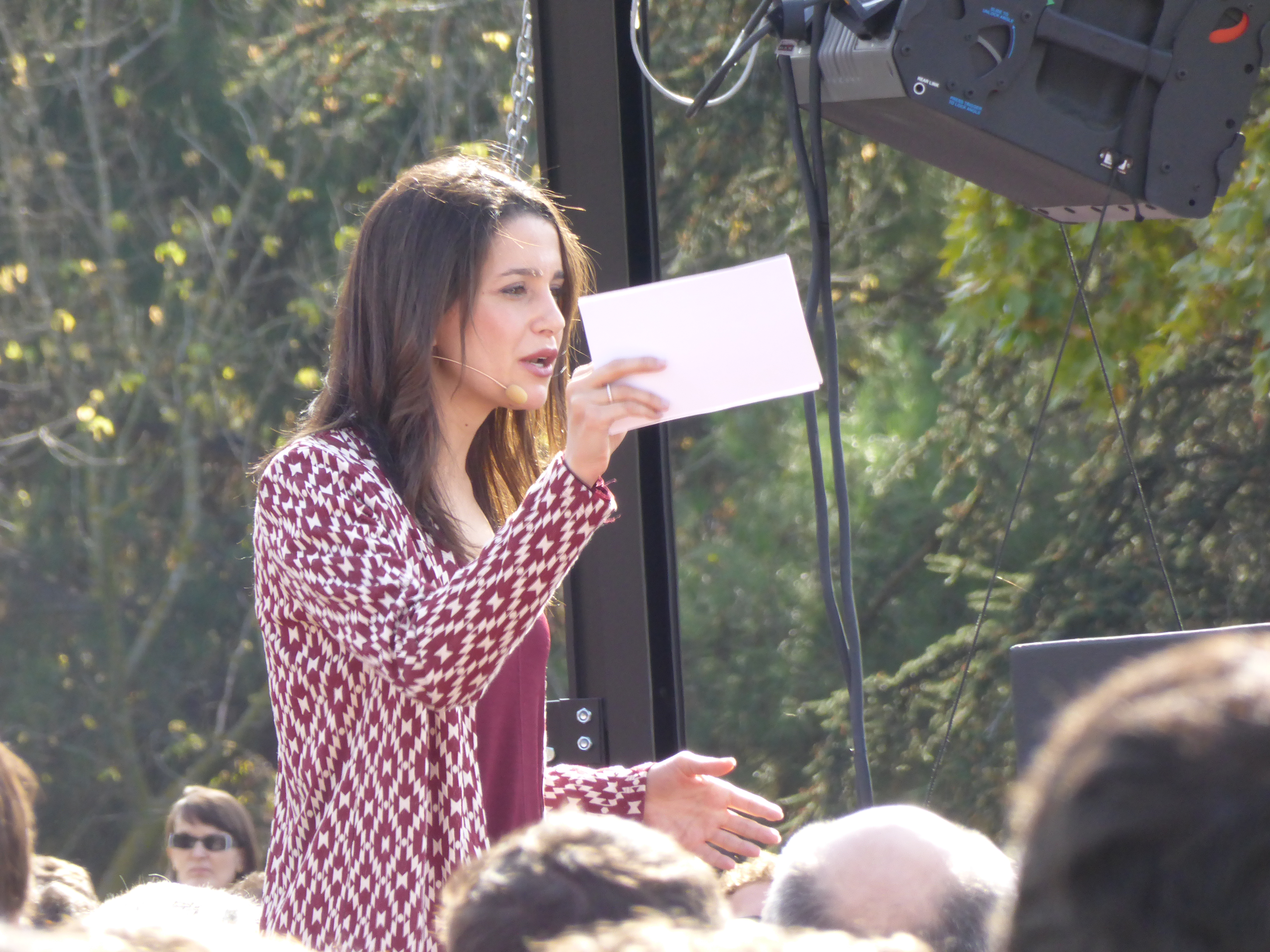
Inés Arrimadas durant un meeting de Ciudadanos à Madrid, le 25 octobre 2015.

Lors des élections au Parlement de Catalogne de 2015, elle est chef de file du parti et conduit la liste dans la circonscription de Barcelone. Son parti arrive en deuxième position avec 17,90 % des voix et 25 sièges au Parlement. Elle est nommée chef de l'opposition par la présidente du Parlement, Carme Forcadell, le 26 janvier 2016. 
Le 29 octobre 2017, elle participe à une grande manifestation à Barcelone contre l’indépendance de la Catalogne.
En vue des élections au Parlement de Catalogne du 21 décembre 2017, elle est de nouveau investie candidate à la présidence de la Généralité. Elle mène campagne pour le maintien de la communauté autonome de Catalogne au sein de l'Espagne. Ciudadanos termine en tête des élections du 21 décembre 2017 au parlement catalan avec 25,35% des suffrages exprimés, mais le parti libéral est dépassé par le bloc des indépendantistes, au nombre de députés (70) (majorité à 68 députés) mais qui ne représentent que 47,33% des votes (et surtout 37,4% du nombre d’électeurs).

#### Candidate au Congrès
Elle annonce au cours d'un meeting le 23 février 2019 qu'elle se présente comme tête de liste de Ciudadanos au Congrès des députés en représentation de la circonscription de Barcelone lors des élections générales espagnoles d'avril 2019.

#### À la tête de Ciudadanos
En mars 2020, elle prend la tête de Ciudadanos.
Après la défaite subie par son parti lors des élections municipales et à celles des parlements des communautés autonomes du 28 mai 2023, elle annonce qu'elle se retire de la vie politique.